# جبل مطرد (الحيمة الداخلية)

تعديل مصدري - تعديل

جبل مطرد هي إحدى قرى عزلة بلاد القبائل بمديرية الحيمة الداخلية التابعة لمحافظة صنعاء، بلغ تعداد سكانها 293 نسمة حسب تعداد اليمن لعام 2004.